# Brazil International 2004
Die Brazil International 2004 (auch São Paulo International 2004 genannt) im Badminton fanden vom 9. bis zum 12. Oktober 2004 in São Paulo statt.

## Sieger und Platzierte
| Disziplin    | Gold                                | Silber                             | Bronze                             |
| ------------ | ----------------------------------- | ---------------------------------- | ---------------------------------- |
| Herreneinzel | Yuichi Ikeda                        | Martyn Lewis                       | Lucas Araújo                       |
| Herreneinzel | Yuichi Ikeda                        | Martyn Lewis                       | Guilherme Pardo                    |
| Dameneinzel  | Simone Prutsch                      | Sarah MacMaster                    | Valérie Loker                      |
| Dameneinzel  | Simone Prutsch                      | Sarah MacMaster                    | Shannon Pohl                       |
| Herrendoppel | Matthew Hughes Martyn Lewis         | Guilherme Kumasaka Guilherme Pardo | Mathew Fogarty Dean Schoppe        |
| Herrendoppel | Matthew Hughes Martyn Lewis         | Guilherme Kumasaka Guilherme Pardo | Lucas Araújo Ricardo Trevelin      |
| Damendoppel  | Jennifer Coleman Melinda Keszthelyi | Valérie Loker Sarah MacMaster      | Mariana Arimori Carolina Settani   |
| Damendoppel  | Jennifer Coleman Melinda Keszthelyi | Valérie Loker Sarah MacMaster      | Renata Faustino Patricia Oelke     |
| Mixed        | Carlos Longo Laura Molina           | Marc Lai Melinda Keszthelyi        | Thomas Araújo Mariana Arimori      |
| Mixed        | Carlos Longo Laura Molina           | Marc Lai Melinda Keszthelyi        | Paulo von Scala Lay-Ann Vieira Lie |